# I Ain't Marching Anymore
| Recensione                        | Giudizio          |
| --------------------------------- | ----------------- |
| AllMusic                          | [ 2 ]             |
| The New Rolling Stone Album Guide | [ 3 ]             |
| Sputnikmusic                      | 4.5 (Superb)      |
| Piero Scaruffi                    | [ 5 ]             |
| Ondarock                          | Disco consigliato |
| Dizionario del Pop-Rock           | [ 7 ]             |
| 24.000 dischi                     | [ 8 ]             |

I Ain't Marching Anymore è il secondo album del folksinger statunitense Phil Ochs, pubblicato nel febbraio 1965 per la Elektra Records.

## Il disco
La canzone d'apertura è quella che dà il nome all'album I Ain't Marching Anymore, inno pacifista vero e proprio sit-in contro la guerra in Vietnam.
La traccia numero cinque That Was The President è un tributo a John Kennedy; Iron Lady (La signora di ferro) è una canzone in cui sono narrati gli ultimi minuti di un condannato a morte. The Higwayman è un poema di Alfred Noyes messo in musica, mentre in Talking Birmingham Jam Ochs usa il genere talking blues (usato già in altre canzoni dell'album All the News That's Fit to Sing come Talkin' Cuban Crisis e Talkin' Vietnam).
L'ultima traccia è una delle più famose canzoni del folksinger Here's To The State Of Mississippi (che nel 1974 Ochs rinnoverà in Here's To The State of Richard Nixon) in cui l'autore denuncia il razzismo presente nello Stato del Mississippi.

## Tracce

### LP
Lato A
Testi e musiche di Phil Ochs, eccetto dove indicato.
1. I Ain't Marching Anymore – 2:32
2. In the Heat of the Summer – 3:01
3. Draft Dodger Rag – 2:07
4. That's What I Want to Hear – 3:06
5. That Was the President – 3:20
6. Iron Lady – 3:30
7. The Highwayman – 5:36 (Alfred Noyes, Phil Ochs)

Lato B
Testi e musiche di Phil Ochs, eccetto dove indicato.
1. Links on the Chain – 4:18
2. Hills of West Virginia – 3:21
3. The Men Behind the Guns – 3:00 (John Rooney, Phil Ochs)
4. Talking Birmingham Jam – 3:08
5. Ballad of the Carpenter – 3:50 (Ewan MacColl)
6. Days of Decision – 3:12
7. Here's to the State of Mississippi – 5:52

## Musicisti
- Phil Ochs - voce, chitarra

Note aggiuntive
- Jac Holzman - produttore, supervisore
- Registrazioni effettuate al Mastertone Studios di New York City, New York (Stati Uniti)
- Paul A. Rothchild - direttore delle registrazioni
- William H. Harvey - foto e design copertina album originale
- Phil Ochs e Bruce Jackson - note retrocopertina album originale[11]